# Ф'єлльшеельвен
Ф'єлльшеельвен (швед. Fjällsjöälven) — річка у центральній частині Швеції, права притока річки Онгерманельвен. Довжина (разом із річкою Саксельвен) — 260 км, площа басейну — 8410 км², що становить приблизно 26,39% від басейну Онгерманельвен.
На річці є кілька порогів і водоспадів. На Ф'єлльшеельвен зведено 11 ГЕС.

## Географія
Бере початок у гірських районах на півночі лену Ємтланд у місці злиття двох річок — Саксельвен (Саксон) (швед. Saxälven або Saxån) і Шоугдельвен (швед. Sjougdälven), які впадають в озеро Тошен. Частина річки від місця виходу з озера Тошен до Ф'єлльше інколи називається Тошеельвен (швед. Tåsjöälven).
У нижній течиї протягом 8 км перед гирлом падіння річки становить 82 м, тут вона утворює два водоспади (точніше — водоскати) — Кілфорсен (падіння води становить 22 м, швед. Kilforsen) і Еквісселфорсен (падіння води становить 30 м, швед. Äkvisselforsen). На цих водоспадах як і на багатьох інших побудовані ГЕС, стік на них зрегульований.
Впадає у річку Онгерманельвен на 5 км північніше міста Несокер.
Правою притокою Ф'єлльшеельвен є Венгельельвен, що утворюється після біфуркації річки Факсельвен. 

## ГЕС
На річці Ф'єлльшеельвен зведено 11 ГЕС з середнім річним виробництвом близько 2016 млн кВт·год. На гідроелектростанціях використовуються турбіни двох типів — радіально-осьові (турбіни Френсіса) і обертово-лопатеві (турбіни Каплана).
| №  | Назва | Назва швед- ською | Роз- ташуван- ня | Рік введен- ня в дію | Встанов- лена потуж- ність, МВт | Середнє річне вироб- ництво, млн кВт·год | Висота падіння, м |
| -- | ----- | ----------------- | ---------------- | -------------------- | ------------------------------- | ---------------------------------------- | ----------------- |
| 1  |       | Dabbsjö           |                  | 1969                 | 26                              | 97                                       |                   |
| 2  |       | Bergvattnet       |                  | 1968                 | 21                              | 93                                       |                   |
| 3  |       | Korsselbränna     |                  | 1961                 | 130                             | 428                                      |                   |
| 4  |       | Tåsjö             |                  | 1978                 | 13                              | 54                                       |                   |
| 5  |       | Klingerforsen     |                  | 1990                 | 6                               | 20                                       |                   |
| 6  |       | Hoting            |                  | 1978                 | 13                              | 62                                       |                   |
| 7  |       | Borgforsen        |                  | 1965                 | 26                              | 126                                      |                   |
| 8  |       | Bodum             |                  | 1975                 | 12                              | 49                                       |                   |
| 9  |       | Fjällsjö          |                  | 1976                 | 13                              | 57,1                                     |                   |
| 10 |       | Sil               |                  | 1976                 | 12                              | 60                                       |                   |
| 11 |       | Kilforsen         |                  | 1953                 | 288                             | 970                                      |                   |